# Serinus
Serinus Koch, 1816 è un genere di uccelli passeriformi della famiglia dei Fringillidi.

## Etimologia
Il nome scientifico del genere, Serinus, deriva dal francese serin,  vocabolo dall'origine oscura, forse derivato dalla corruzione dei termini latini citrinus ("color limone", dal quale deriva il nome scientifico del venturone) o cerinus ("color cera"), o al provenzale serena (stante ad indicare un generico piccolo uccello canoro, mutuato dal greco σειρην, seirēn, dal medesimo significato).

## Descrizione
Al genere vengono ascritte specie di piccola taglia, che va dagli 11 ai 14 cm di lunghezza, con le razze più grandi di canarini di forma e posizione (come il Lancashire coppy o l'Arricciato Gigante Italiano) che superano i 20 cm.
L'aspetto è slanciato, con testa arrotondata, becco corto e conico, ali appuntite e coda dalla punta lievemente forcuta.

La colorazione tende ad assumere toni giallo-verdastri su testa, petto e dorso, mentre il resto del piumaggio tende al bruno-grigiastro, più scuro su dorso, ali e coda: non mancano specie dalla testa nera, come l'alario o il lucherino d'Abissinia. Il dimorfismo sessuale è generalmente evidente anche se non spiccatissimo, coi maschi dalla colorazione più vivace rispetto alle femmine.

## Biologia
Le specie ascritte al genere sono uccelletti diurni, vivaci e miti, che all'infuori del periodo riproduttivo si muovono in stormi. La loro dieta si basa perlopiù sui semi delle piante erbacee, comprendendo anche insetti durante l'allevamento della prole. Sono tutti uccelli monogami, con le femmine che si occupano di costruire il nido a coppa e di covare le uova, mentre i maschi le nutrono durante queste operazioni e collaborano con esse all'allevamento dei nidiacei.

## Distribuzione e habitat
Sebbene la maggior parte delle specie ascritte al genere siano diffuse in Africa, se ne trovano esponenti anche in Asia (verzellino fronterossa e verzellino siriano) ed Europa (verzellino e canarino).
Questi uccelli si rivelano molto adattabili, mostrando tuttavia in genere una predilezione per le aree cespugliose o boschive con presenza di radure erbose e rocciose, con alcune specie che prediligono gli ambienti montani.

## Tassonomia
Al genere vengono ascritte otto specie:
- Serinus pusillus (Pallas, 1811) - verzellino fronterossa
- Serinus serinus (Linnaeus, 1766) - verzellino comune
- Serinus syriacus Bonaparte, 1850 - verzellino della Siria
- Serinus canaria (Linnaeus, 1758) - canarino insulare
- Serinus canicollis (Swainson, 1838) - canarino del Capo
- Serinus flavivertex (Blanford, 1869) - canarino capogiallo
- Serinus nigriceps Rüppell, 1840 - lucherino d'Abissinia
- Serinus alario (Linnaeus, 1758) - canarino testanera

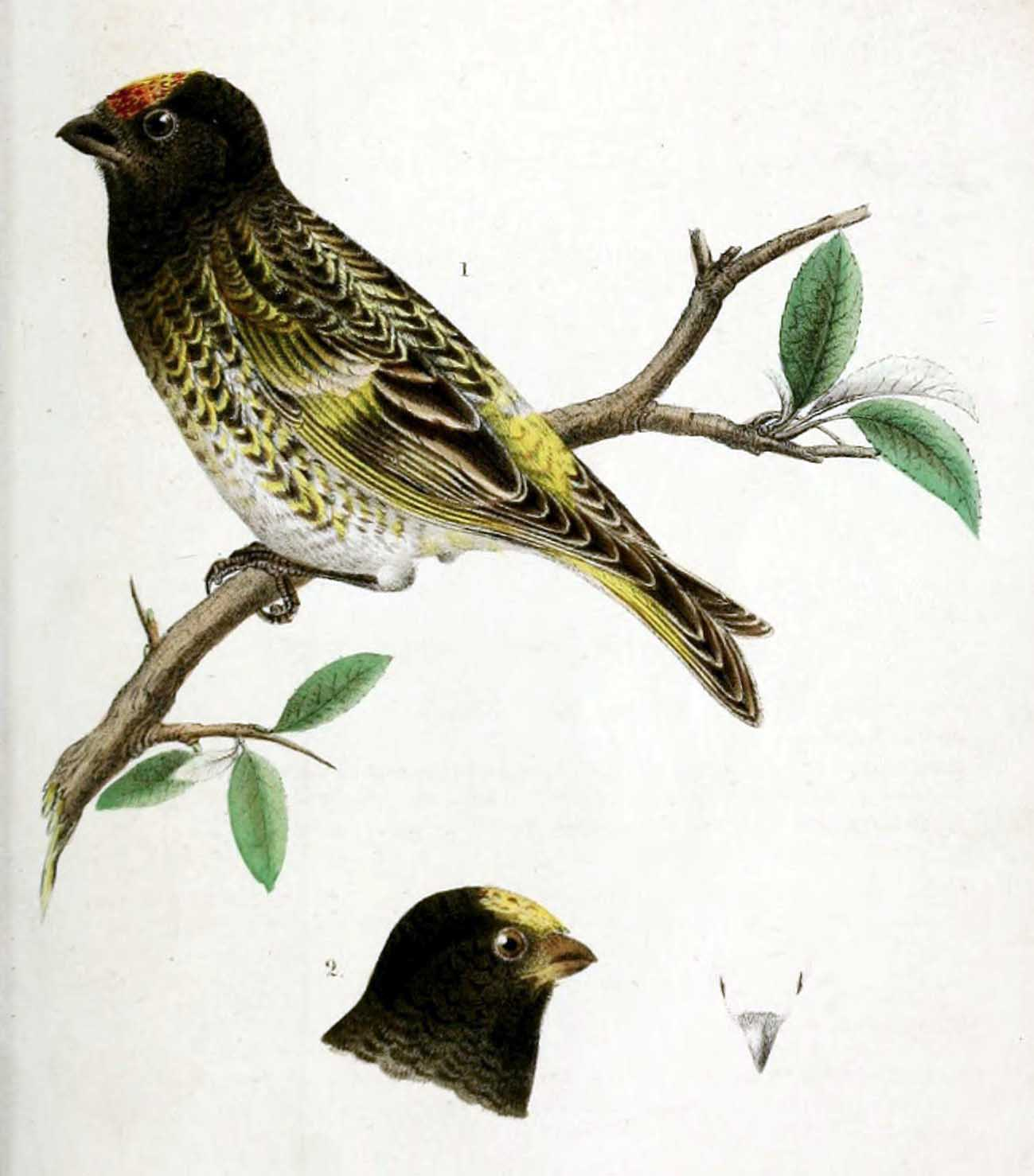
S. pusillus
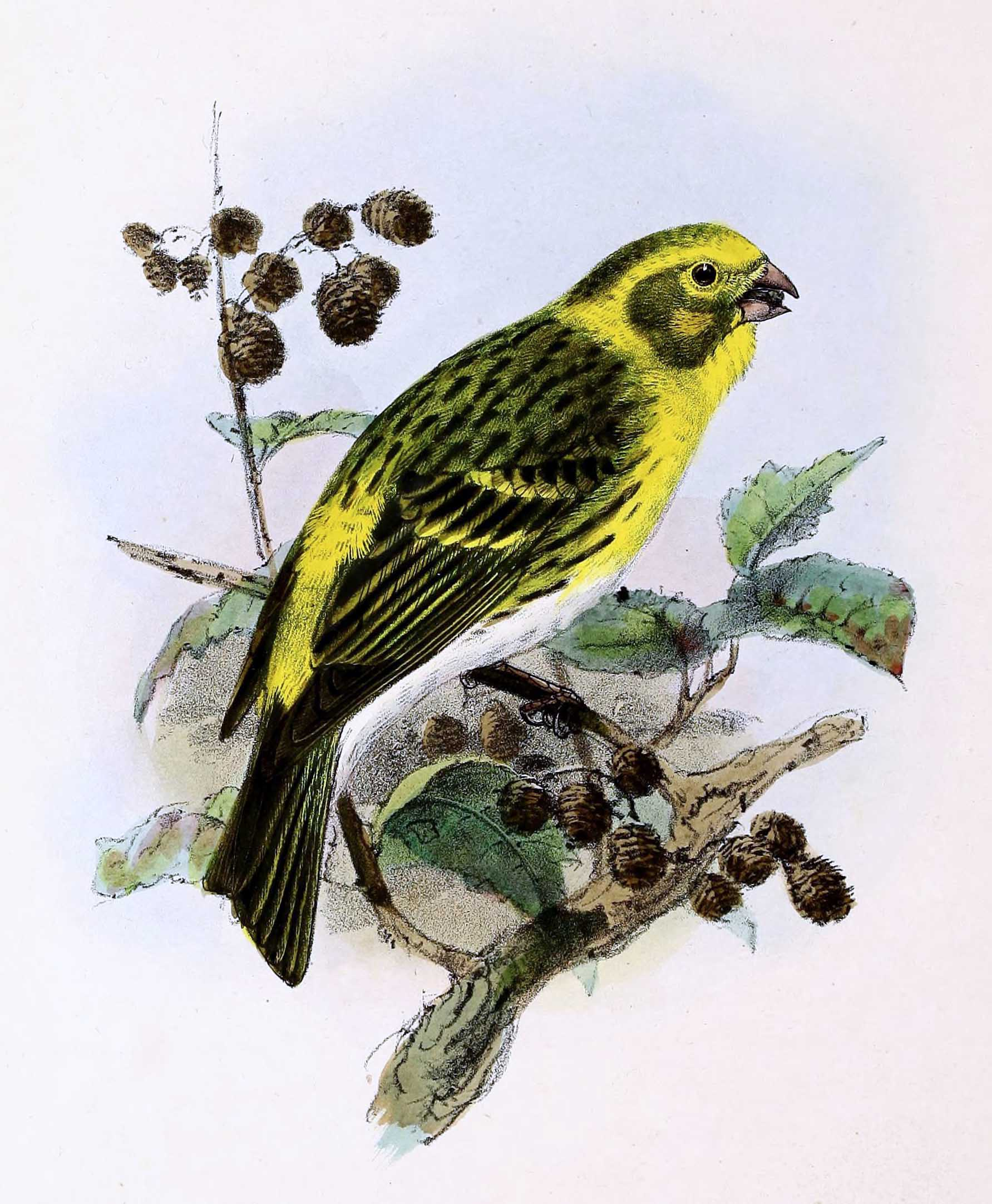
S. serinus
S. canaria

In passato il genere Serinus era, assieme a Carduelis, uno dei più numerosi della famiglia Fringillidae: le analisi del DNA mitocondriale hanno tuttavia certificato la polifilia di entrambi i generi, portando alla segregazione da Serinus dei generi Crithagra e Chrysocorythus, oltre al verzellino tibetano che è stato spostato in  Spinus.

Nell'ambito della tribù dei Carduelini, Serinus occupa un clade proprio assieme a Spinus.